# Emil fra Lønneberg (film)
Emil fra Lønneberg er en svensk børnefilm fra 1971, der er instrueret af Olle Hellbom. Filmen er baseret på Astrid Lindgrens børnebøger af samme navn, som også skrev manuskriptet.
Filmen, som var en svensk-vesttysk produktion, blev efterfulgt af to efterfølgere, Nye løjer med Emil fra Lønneberg i 1972 og Emil og grisebassen i 1973. Alle tre film blev senere klippet sammen til en tv-serie i 1974.

## Rolleliste
- Jan Ohlsson - Emil Svensson
- Lena Wisborg - Ida Svensson
- Allan Edwall - Anton Svensson
- Emy Storm - Alma Svensson
- Björn Gustafson - Alfred
- Maud Hansson - Line
- Carsta Löck - Tyttebær-Maja
- Isa Quensel - Tyttebær-Majas stemme
- Hannelore Schroth - Fru Petrell
- Marianne Nielsen - Fru Petrells stemme
- Paul Esser - doktoren fra Mariannelund
- Hans Lindgren - doktorens stemme
- Georg Årlin - prosten
- Gus Dahlström - Stolle-Jocke
- Ellen Widmann - kommandusen
- Birgitta Valberg - kommandusens stemme
- Mimi Pollak - Lillklossan
- Astrid Lindgren - fortæller